# 레이날도 루에다
레이날도 루에다 리베라(Reinaldo Rueda Rivera, 1957년 4월 16일, 칼리 ~)는 콜롬비아의 축구 지도자로 현재 온두라스 축구 국가대표팀의 감독직을 맡고 있다.

## 지도자 경력

### 클럽팀 1기
1994년부터 1997년까지 코르툴루아의 감독으로 재직한 후 1997년부터 1998년까지는 고향팀인 데포르티보 칼리의 사령탑을 맡아 1998 시즌 카테고리아 프리메라 A 우승을 이끌었다.

### 콜롬비아 청소년 대표팀
2002년 콜롬비아 U-20 대표팀 사령탑으로 부임하여 첫 대회인 2003년 CONMEBOL U-20 챔피언십에서 팀을 4위로 이끔과 동시에 10년만의 통산 5번째 U-20 월드컵 본선 진출을 이끌었고 이후 같은 해에 열린 2003년 FIFA U-20 월드컵에서도 3위의 성적을 이끌며 앞서 열린 2003년 FIFA U-17 월드컵에서 콜롬비아의 사상 첫 FIFA 주관 대회 4강 신화를 이끈 에두아르도 라라 U-17 대표팀 감독에 이어 콜롬비아의 2회 연속 FIFA 주관 대회 4강 진출을 이끈 감독이 되었다.

### 콜롬비아 A대표팀1기
콜롬비아 축구 역사상 FIFA 주관 대회 2회 연속 4강 신화를 작성한 뒤 이듬해인 2004년 콜롬비아 성인대표팀 사령탑으로 부임하여 그 해에 열린 2004년 코파 아메리카에서 2회 연속 코파 아메리카 4강 진출을 이끈 후 2006년 FIFA 월드컵 남미 지역 예선에서도 팀을 이끌었음에도 불구하고 5위 우루과이에 승점 1점차로 밀려 8년만의 월드컵 본선 진출에는 실패했지만 이 대회 남미 예선을 통해 큰 인상을 남기기에 충분한 지도력을 보여주었다.

### 온두라스 A대표팀1기
2007년 1월 콜롬비아 대표팀을 떠나 온두라스 대표팀 감독으로 취임한 후 2009년 UNCAF 네이션스컵 3위, 2009년 CONCACAF 골드컵 3위를 이끈 뒤 2010년 FIFA 월드컵 북중미카리브 지역 최종 예선에서 5승 1무 4패·3위로 1982년 이후 온두라스의 28년만의 통산 2번째 월드컵 본선 진출을 이끌었다.
그러나 2010년 FIFA 월드컵 H조 본선 조별리그 최종전에서 역대 3번의 월드컵에서 8강에 오른 스위스와 비기며 스위스의 2회 연속 월드컵 16강 진출을 저지하긴 했지만 1962년 FIFA 월드컵 3위팀인 칠레, UEFA 유로 2008 우승팀인 스페인을 상대로는 연달아 패하면서 조별리그 탈락의 고배를 마셨고 이로 인해 여론들로부터 팀의 전술 문제에 대한 큰 질타를 받았으며 결국 2010년 7월 28일 온두라스 대표팀 감독직에서 물러났다.

### 에콰도르 A대표팀
온두라스 대표팀 감독직에서 물러난지 얼마 안된 같은 해 8월 에콰도르 대표팀 사령탑으로 부임하여 첫 국제 대회인 2011년 코파 아메리카에서 1무 2패·B조 최하위라는 처참한 성적으로 조별리그에서 탈락했고 이후 2014년 FIFA 월드컵 남미 지역 예선에서 7승 4무 5패·4위로 2006년 이후 에콰도르의 8년만의 3번째 월드컵 본선 진출을 이끌었다.
그 후 2014년 FIFA 월드컵 E조 본선 조별리그 1차전에서 스위스에 1-2로 패했고 이전 대회에서 자신이 이끌었던 온두라스와의 2차전에서는 2-1 신승을 거두었으며 프랑스와의 최종전에서는 0-0 무승부를 거두며 1승 1무 1패·3득점에 3실점이라는 괜찮은 성적을 남겼지만 2승 1무의 프랑스, 2승 1패의 스위스에 밀려 8년만의 월드컵 16강 진출이 아깝게 무산되었다.

### 클럽팀 2기
2014년 월드컵 이후 카테고리아 프리메라 A의 아틀레티코 나시오날 감독 부임을 통해 인디펜디엔테 메데인 사령탑 시절이던 2002년 이후 13년만에 자국 리그 클럽으로 복귀하여 2017년까지 역임하며 2015 시즌 토르네오 피날리사시온 우승, 2016 시즌 토르네오 아페르투라와 토르네오 피날리사시온 4강, 2016 시즌 코파 콜롬비아 우승, 2016년 코파 리베르타도레스 우승, 2016년 콜롬비아 수페르리가 우승, 2017년 레코파 수다메리카나 우승, 2017 시즌 아페르투라 우승 등을 이끌었다.
그 뒤 2017년 8월 14일 브라질 세리이 A의 CR 플라멩구의 감독으로 부임하여 2017 시즌 코파 두 브라지우 준우승, 2017년 코파 수다메리카나 준우승, 2018년 코파 리베르타도레스 본선 진출 등을 이끌었다.

### 칠레 A대표팀
2018년 1월 온두라스 대표팀 감독 재임 시절 2010년 월드컵 본선 1번째 상대였던 칠레 대표팀의 사령탑으로 부임한 후 첫 국제 대회인 2019년 코파 아메리카에서 4위의 성적을 이끌었으나 2021년 1월 콜롬비아 대표팀 사령탑으로 복귀하는 과정에서 임금 지불 문제가 발생해 논란이 불거졌다.

### 콜롬비아 A대표팀 2기
2021년 1월 14일 콜롬비아 대표팀 사령탑으로 15년만에 복귀하여 같은 해에 열린 2021년 코파 아메리카에서 팀을 3위로 이끌었지만 같은 해 6월부터 이듬해인 2022년 3월까지 9개월동안 진행된 2022년 FIFA 월드컵 남미 지역 예선 13경기에서 3승 7무 3패에 그치며 3회 연속 월드컵 본선 진출이 좌절되었고 결국 콜롬비아 대표팀 감독직을 내려놓았다.

### 온두라스 A대표팀 2기
2023년 CONCACAF 골드컵을 끝으로 물러난 전임 감독인 디에고 바스케스 감독의 뒤를 이어 온두라스 대표팀 사령탑으로 부임하며 2010년 월드컵 이후 13년만에 온두라스 대표팀에 전격 복귀했다.
그리고 과테말라와의 친선 경기에서 온두라스 A대표팀 사령탑 복귀전을 치른 뒤 복귀 이후 첫 국제 대회인 2023-24년 CONCACAF 네이션스리그 A에서 2승 1무 1패·B조 2위로 8강에 올랐고 8강에서 강호 멕시코를 상대로 1차전에서 2-0으로 이겼으나 2차전에서는 0-2로 패한 후 승부차기에서 2-4로 패하며 2019-20 시즌 이후 4년만의 북중미 네이션스리그 4강 진출이 무산되었다.

## 여담
선수 시절 독일 쾰른 체육대학의 신흥팀에서 활동한 뒤 해당 대학에서 체육학 석사 학위를 취득한 덕에 독일어를 유창하게 구사할 수 있다.
또한 대학교 교수를 역임하면서 콜롬비아 국가 감독 양성 학교에서 몇 과목을 강의하기도 했고 유럽에서 학업을 계속 병행하며 FIFA와 UEFA의 세션에 참가하기도 했다.

## 대회 성적

### 클럽 (지도자)
데포르티보 칼리
- 카테고리아 프리메라 A : 우승 (1998)

아틀레티코 나시오날
- 카테고리아 프리메라 A : 우승 (2015 토르네오 피날리사시온, 2017 토르네오 아페르투라), 4강 (2016 토르네오 아페르투라, 토르네오 피날리사시온)
- 코파 콜롬비아 : 우승 (2016)
- 코파 리베르타도레스 : 우승 (2016)
- 콜롬비아 수페르리가 : 우승 (2016)
- 레코파 수다메리카나 : 우승 (2017)

 CR 플라멩구
- 코파 두 브라지우 : 준우승 (2017)
- 코파 수다메리카나 : 준우승 (2017)

### 국가대표팀 (지도자)
콜롬비아 U-21
- 모리스 르블로 대회 : 우승 (2000)

 콜롬비아 U-20
- CONMEBOL U-20 챔피언십 : 4위 (2003)
- FIFA U-20 월드컵 : 3위 (2003)

 콜롬비아
- 코파 아메리카 : 3위 (2021), 4위 (2004)

 온두라스
- CONCACAF 골드컵 : 3위 (2009)
- 코파 센트로아메리카나 : 3위 (2009)

 칠레
- 코파 아메리카 : 4위 (2019)